# Mustapha Guitouni
Mustapha Guitouni (en arabe : مصطفى قيطوني) est un homme politique algérien né le 3 septembre 1949 à Oujda au Maroc. Il fut ministre de l'Énergie dans le Gouvernement Ahmed Ouyahia X de 2017 à 2019.

## Biographie

### Formation
Mustapha Guitouni n'est pas titulaire d’un diplôme, mais il a exercé la fonction d'agent d'aide en géodésie et photo-gramétrie.

### Carrière
Dès le début de sa carrière, Mustapha Guitouni travaille dans le secteur de l’énergie. En effet, dans les années 70, Mustapha Guitouni commence sa carrière à Sonelgaz en tant agent d'aide.
Par la suite, de 1985 à 1997, il occupe plusieurs postes techniques et à responsabilités, notamment en tant que directeur de distribution dans les Wilayas de Saida, de Mascara et d’Oran
Il est nommé ensuite directeur des zones de distribution de Bechar et d’Alger. Postes qu'il occupera de 1997 à 2005 avant d'être promu en tant que directeur général de la SDA (initialement Sonelgaz Distribution Alger puis, dès 2009, société de distribution de l'électricité et du gaz d'Alger) filiale créée par Sonelgaz en 2006. Un poste qu'il occupe de 2006 jusqu'à fin 2008.
Par la suite, Mustapha  Guitouni est nommé cadre dirigeant au sein de la compagnie Sonelgaz où il est chargé du métier distribution. Dans ce cadre, il  coordonne les travaux des quatre sociétés de distribution (SDA, SDE, SDO et SDC).
En 2016, il est renommé président-directeur général de Sonelgaz.

### Carrière politique
Le 25 mai 2017, Mustapha Guitouni est nommé ministre de l'Énergie du Gouvernement Abdelmadjid Tebboune ; il est reconduit dans ses fonctions dans le Gouvernement Ahmed Ouyahia en août 2017.
Lors de son mandat, en octobre 2017, il parle de la nécessité pour l'Algérie de mettre en place une fiscalité pétrolière attractive afin d'attirer les grandes compagnies pétrolières internationales.
Dans le cadre des événements de contestation sociale de 2019, il perd son portefeuille de ministre et est remplacé par Mohamed Arkab.

## Polémiques
Les fonctions occupées par son fils, Mohamed Kamel Guitouni, gérant associé de la EURL EERGEA, sèmeront le doute quant à certains conflits d’intérêts.